# Esquema de URI
En informática, el URI scheme (en español: Esquema URI) es el nivel más alto de la estructura de nombres Uniform Resource Identifier (URI).
Una URI está formada por el nombre del esquema (scheme name) seguido por dos puntos (":") y la parte específica del esquema (scheme-specific part) según los antiguos Request for Comments (en el estándar actual no se llama así). La sintaxis y la semántica de la scheme-specific part se dejan en gran medida a las especificaciones escritas.

## URI schemes oficiales de IANA
A continuación se muestran los URI schemes registrados en IANA:
| Esquema                                    | Propósito | Definido por                                                                                  | Formato general | Notas |
| ------------------------------------------ | --- | --------------------------------------------------------------------------------------------- | --- | --- |
| aaa aaas                                   | Protocolo Diameter | RFC 3588 IETF Draft                                                                           | aaa[s]://<host>[:<port>][;transport=<transport>][;protocol=<protocol>] ejemplo: aaa://host.example.com:1813;transport=udp;protocol=radius | |
| about                                      | Muestra información de producto e información interna | RFC 6694                                                                                      | Ver about para información más detallada. | |
| acap                                       | Application Configuration Access Protocol | RFC 2244                                                                                      | acap://[<user>[;AUTH=<type>]@]<host>[:<port>]/<entry> | URL scheme que se utiliza en el protocolo ACAP |
| adiumxtra                                  | Instalación directa de Adium Xtras (plugins). | Plantilla de registro de IANA The Adium Team                                                  | adiumxtra://www.adiumxtras.com/download/0000 | 0000 se refiere a un Xtra específico |
| afp                                        | Acceso a shares del Apple Filing Protocol | Plantilla de registro de IANA IETF Draft                                                      | sobre TCP/IP: afp://[<user>@]<host>[:<port>][/[<path>]] sobre AppleTalk: afp:/at/[<user>@]<host>[:<zone>][/] | |
| aim                                        | Control del AOL Instant Messenger. | Plantilla de registro de IANA AOL                                                             | aim:<function>?<parameters> | Las funciones incluyen goim, addbuddy, and buddyicon. |
| apt                                        | Método experimental para la instalación de software mediante APT. | Plantilla de registro de IANA                                                                 | apt:<package name> | Para webs que contienen repositorios de software de Debian. |
| attachment                                 | Adjunta recursos a páginas MHTML | Plantilla de registro de IANA                                                                 | attachment:/<resource number>/<filename> | Específico de Opera |
| aw                                         | Enlace a un mundo de Active Worlds | Plantilla de registro de IANA                                                                 | aw://<worldserver host>:<worldserver port>/<worldname> | Normalmente se encuentra como HTTP referer cuando un usuario abre una página web desde un mundo de Active Worlds. |
| beshare                                    | Abre una consulta de búsqueda en un servidor BeShare | Plantilla de registro de IANA BeShare source code                                             | beshare://<servername>/<query> | Principalmente, de uso interno. |
| bitcoin                                    | Envía dinero a una dirección Bitcoin | Plantilla de registro de IANA Bitcoin URI Scheme                                              | bitcoin:<address>[?[amount=<size>][&][label=<label>][&][message=<message>]] | |
| bolo                                       | Permite unirse a un juego de bolo. | Plantilla de registro de IANA                                                                 | bolo://<hostname>/ | Fundamentalmente se pasa por IRC o servidores tracker. |
| callto                                     | Realiza una llamada de Skype (ver también skype:) | Plantilla de registro de IANA old version of IETF Draft                                       | callto:<screenname> or callto:<phonenumber> | Utilizado por primera vez en Microsoft NetMeeting. Funciona con la versión actual de Skype en Internet Explorer, Opera y Safari |
| cap                                        | Calendar access protocol | RFC 4324                                                                                      | sintaxis genérica | Utilizado para acceder a calendarios utilizando el protocolo CAP |
| chrome                                     | Especifica los interfaces de usuario mediante XUL en navegadores basados en Mozilla. | Plantilla de registro de IANA Mozilla Archivado el 6 de abril de 2012 en Wayback Machine.     | chrome://<package>/<section>/<path> (Donde <section> es "content", "skin" o "locale") | Funciona únicamente en navegadores basados en Mozilla como Firefox, SeaMonkey y Netscape. No relacionado con el navegador Google Chrome. |
| chrome                                     | Utilizado por la gestión de configuraciones en Google Chrome. A diferencia de los navegadores anteriores a Google Chrome, la gestión de la configuración se muestra como páginas web no como cajas de diálogo. | Plantilla de registro de IANA Google                                                          | chrome://<settings>/<path>/[<specificSetting>] | Funciona únicamente en Google Chrome. |
| chrome-extension                           | Gestión de la configuración de extensiones instaladas. | Plantilla de registro de IANA Google                                                          | chrome-extension://<extensionID>/<pageName>.html (Where <extensionID> es el ID de la extensión ofrecido por "Chrome Web Store" y <pageName> es la localización de la página HTML) | Funciona únicamente en Google Chrome. |
| cid                                        | Referencia partes específicas de un mensaje SMTP/MIME | RFC 2111 RFC 2392                                                                             | cid:<content-id> | Por ejemplo, puede referenciar una imagen adjunta a un correo electrónico (Ver también mid:). |
| content                                    | Accede a un proveedor de contenido de Android. | Plantilla de registro de IANA Open Handset Alliance                                           | content://provider/<path> | Realiza consultas en un proveedor de contenidos de Android |
| crid                                       | Identificador de referencia de contenido en TV-Anytime | RFC 4078                                                                                      | crid://<host>/<data> | Admite referencias a contenido programado |
| cvs                                        | Proporciona enlaces a un repositorio CVS | Plantilla de registro de IANA                                                                 | cvs://<method:logindetails>@<repository>/<modulepath>;[date=date to retrieve \| tag=tag to retrieve] | |
| data                                       | Permite la inclusión de pequeños elementos de datos en línea | RFC 2397                                                                                      | data:<mediatype>[;base64],<data> | |
| dav                                        | WebDAV | RFC 2518 RFC 4918                                                                             | dav: | Utilizado únicamente para identificadores internos; WebDAV referencia recursos mediante schemes http: y https:. |
| dict                                       | DICT | RFC 2229                                                                                      | dict://<user>;<auth>@<host>:<port>/d:<word>:<database>:<n> dict://<user>;<auth>@<host>:<port>/m:<word>:<database>:<strat>:<n> | Utiliza el protocolo DICT para referirse a definiciones o listas de palabras |
| dns                                        | Domain Name System | RFC 4501                                                                                      | dns:[//<host>[:<port>]/]<dnsname>[?<dnsquery>] ejemplos: dns:example?TYPE=A;CLASS=IN dns://192.168.1.1/ftp.example.org?type=A | Referencia recursos DNS, definidos por nombre de dominio, clase, tipo, en algunos casos, la autoridad |
| ed2k                                       | Recursos disponibles en la red eDonkey | Plantilla de registro de IANA eDonkey2000                                                     | ed2k://\|file\|<filename>\|<size of file>\|<hash of file>\|/ or ed2k://\|server\|<host>\|<port>\|/ | |
| facetime                                   | FaceTime es un software de videoconferencia desarrollado por Apple para iPhone 4, la cuarta generación de iPod Touch, y ordenadores sobre Mac OS X.                                                            | Plantilla de registro de IANA Apple Inc.                                                      | facetime://<address>\|<MSISDN>\|<mobile number> example: facetime://+19995551234 | Apple no ha publicado información sobre este protocolo. |
| fax                                        | Usado para números de fax | RFC 2806 RFC 3966                                                                             | fax:<phonenumber> | Obsoleto en RFC 3966 y sustituido por tel:. |
| feed                                       | Suscripción a una fuente web | Plantilla de registro de IANA                                                                 | feed:<absolute_uri> or feed://<hierarchical part> examples: feed://example.com/rss.xml feed:https://example.com/rss.xml | |
| file                                       | Acceso a ficheros locales o a un sistema de ficheros en red | RFC 1738 RFC 3986                                                                             | file://[host]/path or (RFC 3986) file:[//host]/path | Como normalmente se accede a ficheros locales, el campo host, se encuentra vacío, y es normal que según RFC 1738 la URI empiece con una triple barra: file:/// La RFC 3986 permite un path absoluto sin parte host.                                                                  |
| finger                                     | Consulta información de usuario mediante el protocolo Finger | Plantilla de registro de IANA IETF Draft                                                      | finger://host[:port][/<request>] | |
| fish                                       | Accede a ficheros remotos mediante el protocolo SSH | Plantilla de registro de IANA fish KDE kioslave                                               | fish://[<username>[:<password>]@]<hostname>[:<port>] | Referirse a Files transferred over shell protocol para detalles sobre el protocolo. |
| ftp                                        | Recursos FTP | RFC 1738 IETF Draft Old IETF Draft                                                            | sintaxis genérica | |
| geo                                        | URI para localizaciones geográficas | RFC 5870                                                                                      | geo:<lat>,<lon>[,<alt>][;u=<uncertainty>] (para WGS84) | Se soportarán en un futuro sistemas de coordenadas diferentes al de la Tierra, como la Luna o Marte. |
| gg                                         | Comienza un chat con un usuario Gadu-Gadu | Plantilla de registro de IANA Gadu-Gadu                                                       | gg:<userid> | |
| git                                        | Proporciona un enlace a un repositorio Git | Plantilla de registro de IANA                                                                 | Ejemplo de Github: git://github.com/user/project-name.git | |
| gizmoproject                               | Utilizado en Gizmo5. | Plantilla de registro de IANA                                                                 | gizmoproject://call?id=<gizmo_id> | |
| go                                         | Common Name Resolution Protocol | RFC 3368                                                                                      | go://[<host>]?[<common-name>]*[;<attribute>=[<type>,]<value>] or go:<common-name>*[;<attribute>=[<type>,]<value>] | |
| gopher                                     | Utilizado en Gopher | RFC 4266                                                                                      | gopher://<host>:<port>/<item type><path> | |
| gtalk                                      | Comienza un chat con un usuario de Google Talk | Plantilla de registro de IANA Google Talk                                                     | gtalk:chat?jid=example@gmail.com | Para más información, ver Google Talk, XMPP y http://juberti.blogspot.com/2006/11/gtalk-uri.html |
| h323                                       | Utilizado para comunicaciones multimedia con H.323 | RFC 3508                                                                                      | h323:[<user>@]<host>[:<port>][;<parameters>] | |
| hcp                                        | Muestra una página de la Ayuda y Soporte Técnico de Microsoft. | Plantilla de registro de IANA Microsoft                                                       | hcp://system/<File>.htm (Donde <File> es el fichero a cargar) | Funciona únicamente en Windows XP. Posteriormente se ha sustituido por ms-help:. |
| http                                       | Recursos HTTP | RFC 1738 RFC 2616 (RFC 2068, obsoleto)                                                        | sintaxis genérica | |
| https                                      | Conexiones HTTP seguras mediante SSL/TLS | RFC 2817                                                                                      | sintaxis genérica | |
| iax                                        | Protocolo IAX2 | RFC 5456                                                                                      | iax:[<username>@]<host>[:<port>][/<number>[?<context>]] ejemplos iax:[2001:db8::1]:4569/alice?friends iax:johnQ@example.com/12022561414 | |
| icap                                       | ICAP | RFC 3507                                                                                      | | |
| im                                         | Protocolo de Mensajería instantánea protocol | RFC 3860                                                                                      | im:<username>@<host> | Funciona como una URI xmpp: para sesiones de chat con un único usuario. |
| imap                                       | Accede a recursos de correo electrónico mediante IMAP | RFC 2192 RFC 5092                                                                             | imap://[<user>[;AUTH=<type>]@]<host>[:<port>]/<command> | |
| info                                       | Recursos con identificadores en namespaces públicos | RFC 4452                                                                                      | | |
| ipp                                        | Internet Printing Protocol | RFC 3510                                                                                      | | |
| irc                                        | Conecta a un servidor de Internet Relay Chat para unirse a un canal. | Plantilla de registro de IANA IETF Draft Old IETF Draft                                       | irc://<host>[:<port>]/[<channel>[?<password>]] | |
| irc6                                       | Equivalente a irc para IPv6 | Plantilla de registro de IANA                                                                 | irc6://<host>[:<port>]/[<channel>[?<password>]] | Ver irc |
| ircs                                       | Versión segura de irc | Plantilla de registro de IANA IETF Draft                                                      | ircs://<host>[:<port>]/[<channel>[?<password>]] | Ver irc |
| iris iris.beep iris.xpc iris.xpcs iris.lws | Internet Registry Information Service | RFC 3981 RFC 3983 RFC 4992 RFC 4993                                                           | | |
| itms                                       | Conecta al iTunes Store | Plantilla de registro de IANA Apple Inc                                                       | itms: | |
| jar                                        | Recurso en un archivo comprimido | Plantilla de registro de IANA Java API                                                        | jar:<url>!/[<entry>] | Funciona para cualquier fichero basado en ZIP. |
| keyparc                                    | Encripta/Desencripta recurso en Keyparc. | Plantilla de registro de IANA Bloombase                                                       | keyparc://encrypt/<username>/<uri> or keyparc://decrypt/<username>/<uri> | |
| lastfm                                     | Conecta por streaming a Last.fm. | Plantilla de registro de IANA Last.fm                                                         | lastfm://<radio_stream> or lastfm://globaltags/<genre> or lastfm://user/<username>/<stuff> | |
| ldap                                       | Petición LDAP | RFC 2255 RFC 4516                                                                             | ldap://[<host>[:<port>]][/<dn> [?[<attributes>][?[<scope>][?[<filter>][?<extensions>]]]]] example: ldap://ldap1.example.net:6666/o=University%20of%20Michigan, c=US??sub?(cn=Babs%20Jensen) | |
| ldaps                                      | Versión segura de ldap | Plantilla de registro de IANA Old version of IETF Draft                                       | ldaps://[<host>[:<port>]][/<dn> [?[<attributes>][?[<scope>][?[<filter>][?<extensions>]]]]] | No es un estándar de IETF, pero es de uso común. |
| lightning                                  | Pagos instantáneos de Bitcoin y Blockchain en Lightning_(P2P) network | BOLT#11: Invoice Protocol for Lightning Payments                                              | lightning:ln<BIP-0173><amount><amount_multiplier><timestamp><payment_hash><description><signature><checksum> | |
| magnet                                     | Enlaces de Magnet | Plantilla de registro de IANA Magnet-URI Project                                              | magnet:?xt=urn:sha1:<hash of file>&dn=<display name> (other parameters are also possible) | Lo usan varios clientes [peer-to-peer]] para localizar un fichero en la red mediante su hash. |
| mailto                                     | Direcciones de correo SMTP y contenido por defecto | RFC 6068                                                                                      | mailto:<address>[?<header1>=<value1>[&<header2>=<value2>]] example: mailto:jsmith@example.com?subject=A%20Test&body=My%20idea%20is%3A%20%0A | Las cabeceras (headers) son opcionales, pero normalmente incluyen subject=; se puede utilizar body= para crear un contenido por defecto del cuerpo del mensaje. |
| maps                                       | "enlaces map" | Plantilla de registro de IANA                                                                 | maps:q=<physical location> | Algunos navegadores para móviles lanzan una aplicación de mapas nativa. Ver también "geo:" (RFC 5870) |
| market                                     | Abre Google Play | Plantilla de registro de IANA Android Archivado el 17 de junio de 2012 en Wayback Machine.    | market://details?id=Package_name or market://search?q=Search_Query or market://search?q=pub:Publisher_Name | Soportado por dispositivos Android |
| message                                    | Enlace directo a un mensaje de correo electrónico | Plantilla de registro de IANA Apple                                                           | message:<MESSAGE-ID> message://<MESSAGE-ID> | Soportado por el Mail de Apple desde Mac OS X v10.5 |
| mid                                        | Referencia mensajes SMTP/MIME, o partes de mensajes. | RFC 2111 RFC 2392                                                                             | mid:<message-id>[/<content-id>] | Ver también cid: |
| mms                                        | Streaming de Windows con Microsoft Media Server | Plantilla de registro de IANA Microsoft                                                       | mms://<host>:<port>/<path> | Usado por Windows Media Player para streaming de audio y/o video. |
| modem                                      | modem | RFC 2806 RFC 3966                                                                             | | Obsoleto en RFC 3966 y sustituido por tel:. |
| ms-help                                    | Muestra una página de la Ayuda y Soporte Técnico de Microsoft. | Plantilla de registro de IANA Microsoft                                                       | ms-help://<section>/<path>/<file>.htm (Donde <section> es una librería de ficheros de ayuda – el nombre de la librería comienza con "MS.", <path> son las sub-librerías, y <file> es el nombre del fichero) | Funciona únicamente para Windows Vista y superiores. |
| msnim                                      | Añade un contacto o empieza una conversación en Windows Live Messenger | Plantilla de registro de IANA Windows Live Messenger                                          | Añade un contacto a la lista msnim:add?contact=nada@example.com Comienza una conversación con un contacto msnim:chat?contact=nada@example.com Comienza una conversación de voz con un contacto msnim:voice?contact=nada@example.com Comienza una conversación de video con un contacto msnim:video?contact=nada@example.com        | Puede invocarse desde una página web, como comando, o bien desde una URL en Internet Explorer (no funciona en Firefox 2.0.0.8). |
| msrp msrps                                 | Message Session Relay Protocol | RFC 4975                                                                                      | | |
| mtqp                                       | Message Tracking Query Protocol | RFC 3887                                                                                      | | |
| mumble                                     | Conecta a un servidor. | Plantilla de registro de IANA Mumble                                                          | mumble://[username[:password]@]<address>[:port]/[channelpath]?version=<serverversion>[&title=<servername>][&url=<serverurl>] | Documentación oficial en el Archivado el 6 de julio de 2014 en Wayback Machine. sitio web de Mumble |
| mupdate                                    | Mailbox Update Protocol | RFC 3656                                                                                      | | |
| mvn                                        | Accede a artefactos del repositorio de Apache Maven | Plantilla de registro de IANA OPS4J                                                           | mvn:org.ops4j.pax.web.bundles/service/0.2.0-SNAPSHOT mvn:http://user:password@repository.ops4j.org/maven2!org.ops4j.pax.web.bundles/service/0.2.0 | |
| news                                       | Grupos de noticias de (Usenet) | RFC 1738 RFC 5538                                                                             | news:<newsgroupname> or news:<message-id> | Referencia un recurso, independientemente de su localización. |
| nfs                                        | Recursos de Network File System | RFC 2224                                                                                      | sintaxis genérica | |
| nntp                                       | NNTP de Usenet | RFC 1738 RFC 5538                                                                             | nntp://<host>:<port>/<newsgroup-name>/<article-number> | Normalmente, referenciar a un host específico es menos útil que referenciar el recurso, ya que los servidores NNTP no siempre están accesibles |
| notes                                      | Abre un documento o base de datos de Lotus Notes | Plantilla de registro de IANA Lotus Notes                                                     | notes://<address> | Usado por IBM Lotus Notes para referirse a documentos o bases de datos del sistema Lotus Notes. Cuando se clica en un navegador en un ordenador con el cliente de Lotus Notes instalado, abrirá el enlace del documento como si se hubiera abierto un Notes DocLink dentro de Notes. |
| opaquelocktoken                            | opaquelocktoken | RFC 2518 RFC 4918                                                                             | | |
| palm                                       | Usado para servicios de sistema en aplicaciones HP webOS | Plantilla de registro de IANA HP webOS                                                        | palm:<servicename>[/<method>]]/ | Documentación oficial en Visión general de los servicios HP webOS |
| paparazzi                                  | Usado para tomar una imagen de la pantalla mediante la aplicación "Paparazzi!" (solo para Mac) | Plantilla de registro de IANA Derailer                                                        | paparazzi:[<options>]http:[//<host>[:[<port>][<transport>]]/ | Documentación oficial en el sitio web de Paparazzi! |
| platform                                   | Acceso a los recursos de plataforma de Eclipse. | Plantilla de registro de IANA Documentación del scheme de plataforma de Eclipse               | platform:/(resource\|plugin\|fragment\|meta\|config\|base)/... | Registrado con java.net.URL cuando se lanza con el bundle org.eclipse.core.filesystem, y utilizado por org.eclipse.emf.common.util.URI. |
| pop                                        | Accede el buzón de correo con POP3 | RFC 2384                                                                                      | pop://[<user>[;AUTH=<auth>]@]<host>[:<port>] | |
| pres                                       | Usado en Common Profile for Presence (CPP) | RFC 3859                                                                                      | pres:<address>[?<header1>=<value1>[&<header2>=<value2>]] | Similar a "mailto:" |
| prospero                                   | Prospero Directory Service | RFC 1738 RFC 4157                                                                             | | Listado como "Historical" en IANA. |
| proxy                                      | Modifica la configuración del proxy en la aplicación FoxyProxy | Plantilla de registro de IANA Archivado el 20 de junio de 2013 en Wayback Machine. FoxyProxy  | proxy:<option>=<value>[&<option>=<value>[&...]] | Documentación oficial en la Archivado el 20 de junio de 2013 en Wayback Machine. web de FoxyProxy |
| psyc                                       | Usado para identificar o localizar a una persona, un grupo, un lugar o un servicio y especificar su capacidad para comunicarse                                                                                 | Plantilla de registro de IANA PSYC                                                            | psyc:[//<host>[:[<port>][<transport>]]/[<object-name>][#<channel-name>] | Documentación oficial en la web de PSYC |
| query                                      | Abre una consulta del sistema de ficheros | Plantilla de registro de IANA Haiku                                                           | query:<queryformula> | Codificado en la aplicación url_wrapper |
| res                                        | Usado por Internet Explorer para mostrar páginas de error. | Plantilla de registro de IANA Microsoft                                                       | res://ieframe.dll/<File> (Donde <File> es el fichero a cargar) | Funciona solo con Internet Explorer. |
| resource                                   | Usado en Firefox | Plantilla de registro de IANA Mozilla                                                         | resource://<aliasname>/ (Donde <aliasname> es el nombre del alias) | Funciona solo con FireFox. |
| rmi                                        | Consulta un objeto Java en el registro RMI. | Plantilla de registro de IANA Sun                                                             | rmi://<host>[:<port>]/<object-name> | URI scheme utilizado por JNDI. El host/puerto en la URI se refiere al proceso rmiregistry, no al objeto remoto. |
| rsync                                      | rsync | RFC 5781                                                                                      | rsync://<host>[:<port>]/<path> | |
| rtmp                                       | Real Time Messaging Protocol | Plantilla de registro de IANA Adobe Systems                                                   | rtmp://<host>/<application>/<media> | Usado para conectarse a Adobe Flash Media Server. |
| rtsp                                       | Real Time Streaming Protocol | RFC 2326                                                                                      | | |
| secondlife                                 | Abre el Map floater en una aplicación de Second Life para teleportar al residente a su localización. | Plantilla de registro de IANA Linden Lab                                                      | secondlife://<region name>/<x position>/<y position>/<z position> | Usado por SLurl.com. Archivado el 12 de agosto de 2019 en Wayback Machine. Second Life. |
| service                                    | | RFC 2609                                                                                      | | |
| sftp                                       | Transferencias de ficheros mediante SFTP file transfers (con confundirlo con FTPS (FTP/SSL)) | Plantilla de registro de IANA IETF Draft                                                      | sftp://[<user>[;fingerprint=<host-key fingerprint>]@]<host>[:<port>]/<path>/<file> | |
| sgn                                        | Social Graph Node Mapper | Plantilla de registro de IANA Google                                                          | ejemplo: sgn://social-network.example.com/?ident=bob | Documentación oficial en proyecto sgnodemapper. |
| shttp                                      | Secure Hypertext Transfer Protocol | RFC 2660                                                                                      | | Obsoleto. Sustituido por HTTPS. |
| sieve                                      | Protocolo ManageSieve | RFC 5804                                                                                      | | |
| sip                                        | Usado con SIP | RFC 2543 RFC 3969 RFC 3261                                                                    | sip:<user>[:<password>]@<host>[:<port>][;<uri-parameters>][?<headers>] ejemplos: sip:alice@atlanta.com?subject=project%20x&priority=urgent sip:+1-212-555-1212:1234@gateway.com;user=phone | |
| sips                                       | Equivalente seguro de sip | RFC 3969 RFC 3261                                                                             | sips:<user>[:<password>]@<host>[:<port>][;<uri-parameters>][?<headers>] | |
| skype                                      | Lanza una llamada de Skype (ver también callto:) | Plantilla de registro de IANA Archivado el 29 de septiembre de 2012 en Wayback Machine. Skype | skype:<username\|phonenumber>[?[add\|call\|chat\|sendfile\|userinfo]] | |
| smb                                        | Accede a recursos compartidos mediante SMB/CIFS | Plantilla de registro de IANA IETF Draft                                                      | smb://[<user>@]<host>[:<port>][/[<path>]][?<param1>=<value1>[;<param2>=<value2>]] or smb://[<user>@]<workgroup>[:<port>][/] or smb://[[<domain>;]<username>[:<password>]@]<server>[:<port>][/[<share>[/[<path>]]][?[<param>=<value>[<param2>=<value2>[...]]]]] example: smb://workgroup;user:password@server/share/folder/file.txt | |
| sms                                        | Interactúa con dispositivos capaces de redactar y enviar mensajes SMS. | RFC 5724                                                                                      | sms:<phone number>?<action> ejemplos: sms:+15105550101?body=hello%20there sms:+15105550101,+15105550102?body=hello%20there | Debería utilizarse como un subconjunto del scheme tel:.[cita requerida] |
| snmp                                       | Simple Network Management Protocol | RFC 4088                                                                                      | snmp://[user@]host[:port][/[<context>[;<contextEngineID>]][/<oid>]] ejemplos: snmp://example.com//1.3.6.1.2.1.1.3+ snmp://tester5@example.com:8161/bridge1;800002b804616263 | |
| soap.beep soap.beeps                       | | RFC 3288 RFC 4227                                                                             | | |
| soldat                                     | Se une a un servidor de Soldat | Plantilla de registro de IANA                                                                 | soldat://<host>:<port>/[password] ejemplo: soldat://127.0.0.1:23073/thatssecret! | Nota oficial en Manual |
| spotify                                    | Carga una pista, un álbum, una búsqueda o una lista de reproducción en Spotify | Plantilla de registro de IANA Spotify                                                         | spotify:<artist\|album\|track>:<id> or spotify:search:<text> or spotify:user:<username>:playlist:<id> example: spotify:track:2jCnn1QPQ3E8ExtLe6INsx | Especificado de forma informal en el artículo del CTO Andreas Ehn en el blog oficial de Spotify. |
| ssh                                        | Conexiones SSH (como telnet:) | Plantilla de registro de IANA IETF Draft                                                      | ssh://[<user>[;fingerprint=<host-key fingerprint>]@]<host>[:<port>] | |
| steam                                      | Interactúa con Steam: instala aplicaciones, compra juegos, ejecuta juegos, etc. | Plantilla de registro de IANA Steam, Valve Corporation                                        | steam:<command line arguments> or steam://<action>/<id, addon, IP, hostname, etc.> | Documentación oficial en la web de la comunidad de desarrolladores de Valve |
| svn                                        | Proporciona un enlace al repositorio de control de versiones de Subversion (SVN) | Plantilla de registro de IANA Subversion                                                      | svn[+ssh]://<logindetails>@<repository><:port>/<modulepath> | |
| tag                                        | Tag URI | RFC 4151                                                                                      | tag:<email/domainname>,<date>:<Item> | Las entidades que representa no tienen por qué ser accesibles de manera electrónica. |
| teamspeak                                  | Conecta a un servidor. | Plantilla de registro de IANA TeamSpeak                                                       | teamspeak://<server>[:<port>]/[?<parameter1>=<value1>[&<parameter2>=<value2>]] | Documentación oficial en la web de TeamSpeak |
| tel                                        | Usado para números de teléfono | RFC 5341 RFC 3966 RFC 2806                                                                    | tel:<phonenumber> | |
| telnet                                     | Usado con telnet | RFC 1738 RFC 4248                                                                             | telnet://<user>:<password>@<host>[:<port>/] | |
| tftp                                       | TFTP | RFC 3617                                                                                      | | |
| things                                     | Envía una tarea a Things. | Plantilla de registro de IANA                                                                 | things:add?title=Buy%20milk&notes=Low%20fat&dueDate=2011-12-24 | Funciona en Mac OS & iOS. |
| thismessage                                | Usado solo para procesamiento interno. No se debe utilizar para comunicación entre aplicaciones. | RFC 2557                                                                                      | | |
| tip                                        | Transaction Internet Protocol | RFC 2371                                                                                      | | |
| tv                                         | Emisiones de televisión | RFC 2838                                                                                      | | |
| udp                                        | Protocolo tracker de BitTorrent basado en UDP. | Plantilla de registro de IANA Tracker UDP                                                     | udp://<server>[:<port>]/ | Documentación: Protocolo tracker udp |
| udp                                        | MPEG Transport Stream over UDP | Plantilla de registro de IANA MPEG-TS                                                         | udp://[<localaddress>@]<destination\|multicastgroup>[:<port>] | Utilizado por FFmpeg, VLC y otras aplicaciones y dispositivos de streaming de video. |
| unreal                                     | Conecta a un servidor | Plantilla de registro de IANA Unreal                                                          | unreal://<server>[:<port>]/ | "Protocolo" obsoleto de Unreal |
| urn                                        | Uniform Resource Names | RFC 2141                                                                                      | urn:<namespace>:<specificpart> | Normalmente usado con el espacio de nombres 'uuid' (ver más abajo) |
| ut2004                                     | Conecta a un servidor | Plantilla de registro de IANA Unreal Tournament 2004                                          | ut2004://<server>[:<port>][/<map>?<options>] | Documentación de Unreal Developer Network |
| uuid                                       | Universally unique identifier | RFC 4122                                                                                      | uuid:<specificpart> or urn:uuid:<namespace>:<specificpart> | |
| vemmi                                      | Versatile Multimedia Interface | RFC 2122                                                                                      | | |
| ventrilo                                   | Conecta a un servidor. | Plantilla de registro de IANA Ventrilo                                                        | ventrilo://<server>[:<port>]/[?<parameter1>=<value1>[&<parameter2>=<value2>]] | Documentación oficial de la web de Ventrilo |
| view-source                                | Muestra el código fuente del recurso al que se refiere. | Plantilla de registro de IANA IETF Draft                                                      | view-source:<absolute-URI> donde <absolute-URI> se especifica en RFC 3986. Ejemplo: view-source:http://en.wikipedia.org/wiki/URI_scheme | |
| wais                                       | Usado con Wide Area Information Server (WAIS) | RFC 1738 RFC 4156                                                                             | wais://<host>:<port>/<database>[?<search>] or wais://<host>:<port>/<database>/<wtype>/<wpath> | Listado como "Historical" por IANA. |
| webcal                                     | Interactúa con un calendario en formato iCalendar | Plantilla de registro de IANA iCalendar                                                       | webcal://<hierarchical part> example: webcal://example.com/calendar.ics | Se utiliza normalmente HTTP. |
| ws wss                                     | Protocolo WebSocket | RFC 6455                                                                                      | ws:<hierarchical part> | |
| wtai                                       | Wireless Telephony Application Interface | Plantilla de registro de IANA Open Mobile Alliance                                            | wtai://wp/mc/+18165551212 | Para más detalles, ver Application Protocol Wireless Application Environment Specification, Versión 1.1. |
| wyciwyg                                    | What You Cache Is What You Get WYCIWYG | Plantilla de registro de IANA Mozilla                                                         | wyciwyg://<URI> | Para navegadores basados en Gecko, indica que el navegador está mostrando datos cacheados. |
| xfire                                      | Añade amigos y servidores, conecta a servidores, cambia texto del estado. | Plantilla de registro de IANA Xfire                                                           | xfire:<function>[?<parameter1>=<value1>[&<parameter2>=<value2>]] | Documentación oficial en la web de Xfire |
| xmlrpc.beep xmlrpc.beeps                   | | RFC 3529                                                                                      | | |
| xmpp                                       | XMPP | RFC 4622 RFC 5122                                                                             | xmpp:[<user>]@<host>[:<port>]/[<resource>][?<query>] | |
| xri                                        | eXtensible Resource Identifier (XRI) | Plantilla de registro de IANA OASIS XRI Technical Committee                                   | xri://<authority>[/[<path>]][?<query>][#fragment] | Documentación oficial de OASIS XRI Technical Committee |
| ymsgr                                      | Envía un mensaje instantáneo a un contacto de Yahoo! | Plantilla de registro de IANA Yahoo! Messenger                                                | ymsgr:sendIM?<screenname> | |
| z39.50r                                    | Z39.50 retrieval | RFC 2056                                                                                      | z39.50r://<host>[:<port>]/<database>?<docid>[;esn=<elementset>][;rs=<recordsyntax>] | |
| z39.50s                                    | Z39.50 session | RFC 2056                                                                                      | z39.50s://<host>[:<port>]/[<database>][?<docid>][;esn=<elementset>][;rs=<recordsyntax>] | |
| Scheme                                     | Propósito | Definido por                                                                                  | Formato general | Notas |